# Stalking
Stalking er en systematisk og vedvarende forfølgelse eller chikane af en anden person. En person, der udøver stalking benævnes en stalker.
Stalking i Danmark vil ofte indebære en overtrædelse af straffelovens bestemmelser om freds- og ærekrænkelser, ligesom der er mulighed for at meddele stalkeren et tilhold, som strækker sig over en femårig periode. Overtræder stalkeren det meddelte tilhold, kan stalkeren straffes.

## Fem grundtyper
Dansk Stalking Center inddeler stalkere i fem grundtyper som ikke dækker alle former for stalkere.

### Den afviste
En der er blevet afvist af en anden: en partner, kæreste, date, ven, nabo, bekendt og lignende.

### Den intimitetssøgende
En person, der ønsker at etablere en intim relation med et andet menneske.

### Den inkompetente
En person der søger en partner gennem metoder der har en modsat virkning.

### Den hævngerrige
En der er blevet fornærmet ved krænkelse tidligere i sit liv af offeret

### Den psykopatiske
En der søger seksuel tilfredsstillelse og kontrol, hvis adfærd typisk består i forberedelse til overfald.